# Tylimanthus africanus
Tylimanthus africanus là một loài rêu trong họ Acrobolbaceae. Loài này được Pearson mô tả khoa học đầu tiên năm 1887. Danh pháp khoa học của loài này chưa được làm sáng tỏ. 